# 서부잎귀쥐
서부잎귀쥐(Phyllotis occidens)는 비단털쥐과에 속하는 설치류이다. 페루 안데스산맥 서부의 토착종으로 해발 200m와 3,800m 사이에서 서식한다. 자연 서식지는 관목 지대이다. 산마르코스 국립 대학교 두 명의 연구자가 처음 기술했다. 최근에 발견되었기 때문에 아직 보전 등급이 없다.